# Problepsis dilatistigma
Problepsis dilatistigma är en fjärilsart som beskrevs av Louis Beethoven Prout 1917. Problepsis dilatistigma ingår i släktet Problepsis och familjen mätare. Inga underarter finns listade i Catalogue of Life.